# Philipp Yorck Herzberg
Philipp Yorck Herzberg (* 14. August 1966 in Berlin) ist ein deutscher Psychologe.

## Leben
Er war von 1995 bis 1998 Doktorand in der Forschungsabteilung „Mensch und Fahrzeug“ der Daimler Benz AG in Berlin. Er war von 1995 bis 1998 wissenschaftliche Hilfskraft am Lehrstuhl Differentielle Psychologie und Psychodiagnostik der Universität Leipzig. Er war von 1998 bis 2002 wissenschaftlicher Mitarbeiter (½ Stelle) am Lehrstuhl Differentielle Psychologie und Psychodiagnostik der Universität Leipzig. Nach der Promotion 2001 zum Dr. rer. nat. vertrat er von 2001 bis 2002 eine Mitarbeiterstelle (½ Stelle) am Lehrstuhl Kognitive Sozialpsychologie. Er war von 2002 bis 2005 wissenschaftlicher Assistent am Lehrstuhl Entwicklungspsychologie der TU Dresden. Von 2005 bis 2011 war er wissenschaftlicher Mitarbeiter in der Abteilung für Medizinische Psychologie und Medizinische Soziologie des Universitätsklinikums Leipzig. Er vertrat von 2009 bis 2011 die Professur für Differentielle Psychologie und Psychologische Diagnostik an der Helmut-Schmidt-Universität. Nach der Habilitation 2011 war er von 2011 bis 2012 Professor für Gesundheitspsychologie und Angewandte Diagnostik an der Universität Wuppertal. Seit Oktober 2012 ist er Professor für Persönlichkeitspsychologie und Psychologische Diagnostik an der Universität der Bundeswehr Hamburg.
Seine Forschungsschwerpunkte sind Persönlichkeitspsychologie (Rolle der Persönlichkeit in Partnerschaften, Persönlichkeitsprototypen, Optimismus, Persönlichkeit und Gesundheit) und psychologische Diagnostik (dyadische Diagnostik, Diagnostik von generellen Persönlichkeitseigenschaften, Diagnostik von spezifischen Persönlichkeitsmerkmalen, Verfahren zur Messung der Lebensqualität im medizinischen Kontext, Verfälschbarkeit von Selbstberichtdaten, testtheoretische und statistische Fragestellungen).